# Stygioides colchica
Stygioides colchica — вид лускокрилих комах родини червиць (Cossidae).

## Поширення
Поширений в Болгарії, Греції, південній частині європейської Росії, Україні, Туреччині, Вірменії, Лівані та Ізраїлі. В Україні трапляється в Криму.